# Uruguay az 1992. évi nyári olimpiai játékokon
Uruguay a spanyolországi Barcelonában megrendezett 1992. évi nyári olimpiai játékok egyik részt vevő nemzete volt. Az országot az olimpián 11 sportágban 16 sportoló képviselte, akik érmet nem szereztek.

## Atlétika
Férfi
| Versenyző     | Versenyszám    | Előfutam | Előfutam | Előfutam | Elődöntő | Elődöntő | Elődöntő | Döntő   | Döntő    |
| Versenyző     | Versenyszám    | Idő      | Hely.    | Össz.    | Idő      | Hely.    | Össz.    | Idő     | Helyezés |
| ------------- | -------------- | -------- | -------- | -------- | -------- | -------- | -------- | ------- | -------- |
| Ricardo Vera  | 3000 m akadály | 8:27,71  | 3.       | 7.       | 8:27,46  | 6.       | 12.      | 8:26,35 | 12.      |
| Nelson Zamora | Maraton        |          |          |          |          |          |          | 2:25:32 | 54.      |

## Cselgáncs
Férfi
| Versenyző      | Versenyszám | Selejtező                     | 32-es főtábla                 | Nyolcaddöntő                        | Negyeddöntő       | Elődöntő          | Vigaszág első kör | Vigaszág nyolcaddöntő | Vigaszág negyeddöntő | Vigaszág elődöntő | Bronz- mérkőzés   | Döntő             | Helyezés |
| Versenyző      | Versenyszám | Ellenfél Eredmény             | Ellenfél Eredmény             | Ellenfél Eredmény                   | Ellenfél Eredmény | Ellenfél Eredmény | Ellenfél Eredmény | Ellenfél Eredmény     | Ellenfél Eredmény    | Ellenfél Eredmény | Ellenfél Eredmény | Ellenfél Eredmény | Helyezés |
| -------------- | ----------- | ----------------------------- | ----------------------------- | ----------------------------------- | ----------------- | ----------------- | ----------------- | --------------------- | -------------------- | ----------------- | ----------------- | ----------------- | -------- |
| Jorge Steffano | Harmatsúly  | Sakor Rodet (CHA) · 1100-0000 | Pierre Sène (SEN) · 0010-0000 | Francisco Morales (ARG) · 0000-1000 | kiesett           | kiesett           |                   |                       |                      |                   |                   |                   | 22.      |

## Evezés
Férfi
| Versenyző   | Versenyszám  | Előfutam | Előfutam | Vigaszág | Vigaszág | Elődöntő | Elődöntő | Elődöntő | Döntő | Döntő   | Döntő | Helyezés |
| Versenyző   | Versenyszám  | Idő      | Hely.    | Idő      | Hely.    | Típus    | Idő      | Hely.    | Típus | Idő     | Hely. | Helyezés |
| ----------- | ------------ | -------- | -------- | -------- | -------- | -------- | -------- | -------- | ----- | ------- | ----- | -------- |
| Jesús Posse | Egypárevezős | 7:38,96  | 5.       | 7:31,32  | 4.       | D/C      | 7:05,53  | 3.       | C     | 7:18,27 | 6.    | 18.      |

## Kajak-kenu

### Síkvízi
Férfi
| Versenyző     | Versenyszám        | Előfutam | Előfutam | Előfutam | Vigaszág | Vigaszág | Vigaszág | Elődöntő | Elődöntő | Elődöntő | Döntő   | Döntő    |
| Versenyző     | Versenyszám        | Idő      | Hely.    | Össz.    | Idő      | Hely.    | Össz.    | Idő      | Hely.    | Össz.    | Idő     | Helyezés |
| ------------- | ------------------ | -------- | -------- | -------- | -------- | -------- | -------- | -------- | -------- | -------- | ------- | -------- |
| Enrique Leite | Kajak egyes 500 m  | 1:49,49  | 5.       | 24.      | 1:49,00  | 6.       | 17.      | kiesett  | kiesett  | kiesett  | kiesett | kiesett  |
| Enrique Leite | Kajak egyes 1000 m | 3:49,02  | 6.       | 21.      | 3:40,20  | 6.       | 13.      | kiesett  | kiesett  | kiesett  | kiesett | kiesett  |

## Kerékpározás

### Országúti kerékpározás
Férfi
| Versenyző        | Versenyszám   | Idő            | Helyezés |
| ---------------- | ------------- | -------------- | -------- |
| Federico Moreira | Mezőnyverseny | 4:35:56(+0:35) | 50.      |
| Sergio Tesitore  | Mezőnyverseny | 4:36:52(+1:31) | 74.      |

## Ökölvívás
| Versenyző    | Versenyszám   | Selejtező                   | Nyolcaddöntő      | Negyeddöntő       | Elődöntő          | Döntő             | Helyezés |
| Versenyző    | Versenyszám   | Ellenfél Eredmény           | Ellenfél Eredmény | Ellenfél Eredmény | Ellenfél Eredmény | Ellenfél Eredmény | Helyezés |
| ------------ | ------------- | --------------------------- | ----------------- | ----------------- | ----------------- | ----------------- | -------- |
| Jorge Porley | Nagyváltósúly | Ole Klemetsen (NOR) · RSC   | kiesett           | kiesett           | kiesett           | kiesett           | 17.      |
| Luis Méndez  | Középsúly     | Ricardo Araneda (CHI) · RSC | kiesett           | kiesett           | kiesett           | kiesett           | 17.      |

RSC - a játékvezető megállította a mérkőzést

## Öttusa
| Versenyző      | Versenyszám | Vívás    | Vívás | Vívás | Úszás  | Úszás | Úszás | Lövészet | Lövészet | Lövészet | Futás   | Futás | Futás | Lovaglás     | Lovaglás     | Lovaglás     | Összesen    | Összesen |
| Versenyző      | Versenyszám | Pontszám | Pont  | Hely. | Idő    | Pont  | Hely. | Eredmény | Pont     | Hely.    | Idő     | Pont  | Hely. | Idő          | Pont         | Hely.        | Összes pont | Helyezés |
| -------------- | ----------- | -------- | ----- | ----- | ------ | ----- | ----- | -------- | -------- | -------- | ------- | ----- | ----- | ------------ | ------------ | ------------ | ----------- | -------- |
| Daniel Pereyra | Egyéni      | 11-54    | 405   | 66.   | 3:58,0 | 968   | 66.   | 170      | 820      | 62.*     | 15:43,6 | 736   | 65.   | visszalépett | visszalépett | visszalépett | 2929        | 66.      |

* - egy másik versenyzővel azonos eredményt ért el

## Sportlövészet
Férfi
| Versenyző        | Versenyszám | Selejtező | Selejtező | Döntő   | Döntő    |
| Versenyző        | Versenyszám | Pont      | Helyezés  | Pont    | Helyezés |
| ---------------- | ----------- | --------- | --------- | ------- | -------- |
| Fernando Richeri | Légpisztoly | 554       | 44.       | kiesett | kiesett  |

## Súlyemelés
| Versenyző       | Versenyszám | Szakítás | Szakítás | Lökés    | Lökés    | Összesen | Helyezés |
| Versenyző       | Versenyszám | Eredmény | Helyezés | Eredmény | Helyezés | Összesen | Helyezés |
| --------------- | ----------- | -------- | -------- | -------- | -------- | -------- | -------- |
| Sergio Lafuente | 82,5 kg     | 127,5    | 27.      | 152,5    | 25.      | 280,0    | 26.      |

## Úszás
Férfi
| Versenyző         | Versenyszám | Előfutam | Előfutam | Előfutam | Döntő   | Döntő   | Döntő   | Helyezés |
| Versenyző         | Versenyszám | Idő      | Hely.    | Össz.    | Típus   | Idő     | Hely.   | Helyezés |
| ----------------- | ----------- | -------- | -------- | -------- | ------- | ------- | ------- | -------- |
| Gustavo Gorriarán | 100 m mell  | 1:05,79  | 5.       | 40.      | kiesett | kiesett | kiesett | kiesett  |
| Gustavo Gorriarán | 200 m mell  | 2:21,25  | 6.       | 30.      | kiesett | kiesett | kiesett | kiesett  |

## Vitorlázás
Nyílt
| Versenyző                                     | Versenyszám | Előfutam | Előfutam | Előfutam | Előfutam | Előfutam | Előfutam | Előfutam | Előfutam | Csoportkör | Csoportkör | Csoportkör | Csoportkör | Csoportkör | Csoportkör | Csoportkör | Kieséses szakasz | Kieséses szakasz | Helyezés |
| Versenyző                                     | Versenyszám | 1        | 2        | 3        | 4        | 5        | 6        | Pont     | Hely.    |            |            |            |            |            | Pont       | Hely.      | Elődöntő         | Döntő            | Helyezés |
| --------------------------------------------- | ----------- | -------- | -------- | -------- | -------- | -------- | -------- | -------- | -------- | ---------- | ---------- | ---------- | ---------- | ---------- | ---------- | ---------- | ---------------- | ---------------- | -------- |
| Luis Chiapparro Nicolás Parodi Ricardo Fabini | Soling      | 10,0     | 18,0     | (31,0*)  | 22,0     | 23,0     | 20,0     | 93,0     | 16.      | kiesett    | kiesett    | kiesett    | kiesett    | kiesett    | kiesett    | kiesett    | kiesett          | kiesett          | 16.      |

* - korai rajt miatt kizárták